# Coniopteryx stuckenbergi
Coniopteryx stuckenbergi är en insektsart som beskrevs av Bo Tjeder 1957. Coniopteryx stuckenbergi ingår i släktet Coniopteryx och familjen vaxsländor. Inga underarter finns listade i Catalogue of Life.